# Jobst Hirscht
Jobst Hirscht (Schleswig, 19 luglio 1948) è un ex velocista tedesco, attivo negli anni settanta.

## Palmarès
| Anno | Manifestazione  | Sede   | Evento    | Risultato | Prestazione | Note |
| ---- | --------------- | ------ | --------- | --------- | ----------- | ---- |
| 1972 | Giochi olimpici | Monaco | 4 × 100 m | Bronzo    | 38"79       |      |